# Ondergisting
Ondergisting of lage gisting is een manier van gisten die gebruikt wordt bij het brouwen van bier, waarbij de gist gedurende het proces de neiging heeft om naar de bodem van de kuip te zakken. De gebruikte gistsoort is Saccharomyces pastorianus. In tegenstelling tot bovengisting, vindt ondergisting plaats bij lagere temperaturen, typisch tussen de 4 en de 12 °C, al naargelang de biersoort. Ondergisting duurt langer dan bovengisting, maar is minder bevattelijk voor bacteriën. Het eindresultaat is daarom voorspelbaarder en dus aantrekkelijk voor grote brouwerijen. Pilsener is de bekendste soort ondergistend bier.
Voor de opkomst van de koeltechniek was het brouwen van ondergistende bieren alleen mogelijk in gebieden met strenge winters. Dat is ook de reden dat ondergistende bieren van oudsher voornamelijk uit Noord- en Midden-Europa komen en bovengistende bieren uit de kustgebieden met een meer gematigd klimaat. Brouwers in Beieren selecteerden al eeuwen lang koud fermenterende-gisten door hun bieren op te slaan ("lageren") in koude grotten in de Alpen. Een monster van deze Beierse gisten werd in 1845 van brouwerij Spaten in München naar brouwerij Carlsberg in Kopenhagen gestuurd, die ermee begon te brouwen. In 1883 voltooide Emile Hansen een studie over het isoleren van pure gistculturen en de zuivere stam verkregen uit Spaten ging in 1884 in industriële productie als Carlsberg-gist Nr. 1. Het volgende jaar werd er een gespecialiseerde fabriek geïnstalleerd voor de productie van zuivere gist in de Heineken Brouwerij in Rotterdam. Samen begonnen ze met de levering van pure gekweekte gist aan brouwers door heel Europa . Deze giststam werd oorspronkelijk geclassificeerd als Saccharomyces carlsbergensis, een opgeheven soortnaam die is vervangen door de taxonomische classificatie: Saccharomyces pastorianus.